# Старчево (Петровац)
Старчево је насеље у Србији у општини Петровац на Млави у Браничевском округу. Према попису из 2022. било је 331 становника.

## Рељеф
Старчево се налази у околини Великог и Малог Бубња на северу и северозападу и са дубочканским брдом на истоку. Кроз центар села протиче поток Бољетин. Поток Болњак, што у овај утиче дели десну страну села на два дела. Ту, где се ови потоци састају, налази се центар села. Старчево нема ни једну већу шуму јер су већина њих посечена.

## Опис и историја села
Сеоско насеље је збијеног типа, у центру села су и куће једна другој најближе, до 50 м, а даље од тога има их и до 400 м.. Површина села је ~1.650 хектара. Повезује неколико „регија“ са презименима (Паприкоњи, Јеримоњи, Мрћињи, Јокоњи, Стреињешки, Драгучи, Барони итд.).
Под именом Старци, помиње се 1467. године као трг са 16 кућа, а 1718. као „пусто место” у Кучајском округу.
Становништво је већински влашко, и заветине села су Тројице и Св. Апостоли Варнава и Вартоломеј.

## Демографија
У насељу Старчево живи 465 пунолетних становника, а просечна старост становништва износи 44,1 година (44,1 код мушкараца и 44,1 код жена). У насељу има 181 домаћинство, а просечан број чланова по домаћинству је 3,23.
Становништво у овом насељу веома је нехомогено, а у последња три пописа, примећен је пад у броју становника.
|  |

| Демографија | Демографија | Демографија |
| Година      | Становника  | Становника  |
| ----------- | ----------- | ----------- |
| 1948.       | 1.052       |             |
| 1953.       | 1.076       |             |
| 1961.       | 1.048       |             |
| 1971.       | 1.005       |             |
| 1981.       | 976         |             |
| 1991.       | 891         | 668         |
| 2002.       | 585         | 858         |
| 2011.       | 434         |             |

| Етнички састав према попису из 2002.‍ | Етнички састав према попису из 2002.‍ | Етнички састав према попису из 2002.‍ | Етнички састав према попису из 2002.‍ | Етнички састав према попису из 2002.‍ |
| ------------------------------------ | ------------------------------------ | ------------------------------------ | ------------------------------------ | ------------------------------------ |
|                                      |                                      |                                      |                                      |                                      |
| Власи                                | Власи                                |                                      | 350                                  | 59,82%                               |
| Срби                                 | Срби                                 |                                      | 172                                  | 29,40%                               |
| Румуни                               | Румуни                               |                                      | 7                                    | 1,19%                                |
| Југословени                          | Југословени                          |                                      | 2                                    | 0,34%                                |
| непознато                            | непознато                            |                                      | 10                                   | 1,70%                                |

| Година пописа     | 1948. | 1953. | 1961. | 1971. | 1981. | 1991. | 2002. |
| ----------------- | ----- | ----- | ----- | ----- | ----- | ----- | ----- |
| Број домаћинстава | 259   | 261   | 265   | 245   | 228   | 197   | 181   |

| Број чланова      | 1  | 2  | 3  | 4  | 5  | 6  | 7 | 8 | 9 | 10 и више | Просек |
| ----------------- | -- | -- | -- | -- | -- | -- | - | - | - | --------- | ------ |
| Број домаћинстава | 39 | 45 | 21 | 18 | 38 | 11 | 7 | 2 | 0 | 0         | 3,23   |

| Пол    | Укупно | Неожењен/Неудата | Ожењен/Удата | Удовац/Удовица | Разведен/Разведена | Непознато |
| ------ | ------ | ---------------- | ------------ | -------------- | ------------------ | --------- |
| Мушки  | 227    | 41               | 146          | 26             | 14                 | 0         |
| Женски | 254    | 32               | 154          | 57             | 11                 | 0         |
| УКУПНО | 481    | 73               | 300          | 83             | 25                 | 0         |

| Пол    | Укупно                    | Пољопривреда, лов и шумарство | Рибарство                            | Вађење руде и камена | Прерађивачка индустрија       |
| ------ | ------------------------- | ----------------------------- | ------------------------------------ | -------------------- | ----------------------------- |
| Мушки  | 156                       | 146                           | 0                                    | 0                    | 2                             |
| Женски | 150                       | 143                           | 0                                    | 0                    | 0                             |
| УКУПНО | 306                       | 289                           | 0                                    | 0                    | 2                             |
| Пол    | Производња и снабдевање   | Грађевинарство                | Трговина                             | Хотели и ресторани   | Саобраћај, складиштење и везе |
| Мушки  | 0                         | 0                             | 3                                    | 1                    | 0                             |
| Женски | 0                         | 0                             | 1                                    | 0                    | 1                             |
| УКУПНО | 0                         | 0                             | 4                                    | 1                    | 1                             |
| Пол    | Финансијско посредовање   | Некретнине                    | Државна управа и одбрана             | Образовање           | Здравствени и социјални рад   |
| Мушки  | 0                         | 0                             | 0                                    | 0                    | 0                             |
| Женски | 0                         | 0                             | 0                                    | 1                    | 0                             |
| УКУПНО | 0                         | 0                             | 0                                    | 1                    | 0                             |
| Пол    | Остале услужне активности | Приватна домаћинства          | Екстериторијалне организације и тела | Непознато            | Непознато                     |
| Мушки  | 2                         | 0                             | 0                                    | 2                    | 2                             |
| Женски | 0                         | 1                             | 0                                    | 3                    | 3                             |
| УКУПНО | 2                         | 1                             | 0                                    | 5                    | 5                             |